# Cú Chulainn
Cú Chulainn [kuːxuɫin̠ʲ] (gälisch: „Hund des Culann“, nicht-gälische Schreibung auch Cuchulain, Cúchulainn, Cuchulinn oder Cuchullin) ist eine Figur aus der mittelalterlichen Epik Irlands. Er ist der bedeutendste Kämpfer und Held des Männerbundes vom „Roten Zweig“, den Gefolgsleuten von Conchobar mac Nessa, einem sagenhaften König von Ulster, der um Christi Geburt regiert haben soll. Cú Chulainns Taten wurden im irisch-gälischen Ulster-Zyklus, einer Sammlung alt- und mittelirischer Erzählungen, aufgezeichnet.

## Herkunft und Bedeutung des Namens
Cú Chulainn ist der Sohn von Deichtire, einer Schwester (oder nach einer anderen Überlieferung Tochter) Conchobars. Wer sein Vater war, ist umstritten. In einigen Erzählungen ist es der Gott oder Sidhe Lugh, an anderer Stelle ist Sualtam sein Vater, nach dem er den Namen Sualtaim („Sohn des Sualtam“) trägt. An wieder anderer Stelle heißt es, dass seine Mutter eine Eintagsfliege verschluckte und so schwanger wurde. Seine Zieheltern waren Finncháem, die Schwester Deichtires, und Amairgin mac Ecit Salaig, als seine Heimat galt die Ebene Mag Muirthemne.
Auch wenn möglicherweise ein Gott sein Vater war, ist Cú Chulainn sterblich. Nach seiner Geburt nannten ihn seine Zieheltern zunächst Sétanta [ˈʃeːd̪ˠɔn̪ˠd̪ˠə]. Den Namen „Hund des Culann“ bekam er mit sechs Jahren, als er den als unbezwingbar geltenden Hund des Schmiedes Culann, der sein Anwesen beschützen sollte, mit einer Schleuder tötete (siehe auch Aided Cheltchair maic Uthechair, „Der Tod Cheltchars, des Sohnes Uthechars“). Sétanta versprach darauf dem Schmied, diese Aufgabe zu übernehmen, und erhielt deswegen vom Druiden Cathbad, seinem Großvater, den Namen Cú Chulainn. Einer seiner Erzieher war der stets auf Ausgleich bedachte Dichter und Rechtsprecher (fili) von König Conchobar mac Nessa, Sencha mac Ailella.
Sein treuer Begleiter und Wagenlenker war Loeg mac Riangabra, seine beiden Wagenpferde hießen Liath Macha und Dub Sainglenn. Der von Loeg gelenkte Sichelwagen findet sich lediglich als Gefährt Cú Chulainns und wird sonst in den irischen Heldensagen nicht erwähnt.

## Übermenschliche Fähigkeiten
In der ersten seiner Knabentaten besiegte der Fünfjährige die „dreimal fünfzigköpfige“ Knabenschar (mac[c]rad) am Hofe von Conchobar in allen ihren Spielen, wie Gewandraub, Untertauchen im Wasser, Wettlauf und -schwimmen. Wilde Hirsche, die er mühelos einfing, hielt er für Pferde und spannte sie zusammen mit Schwänen vor seinen Streitwagen.
Die Kriegerprinzessin oder -göttin Scáthach unterrichtete Cú Chulainn in der Kampfkunst und lehrte ihn den berühmten Kampfsprung, den „Lachssprung“, bei dem er in der Luft schwebend kämpfen konnte. Des Weiteren gab sie ihm den Gae Bolga, einen mit zahlreichen Widerhaken besetzten Speer. Scathach lehrte ihn auch andere Kunststücke (cles, Mz. cleasana), wie das torannchless („Donnerkunststück“), eine den Feind in Schrecken versetzende Lärmentwicklung, sowie kunstvolle Schwertschläge, den Schleuderstockwurf, das Balancieren auf der Lanzenspitze und das Radkunststück – ein schweres Rad muss eine Hauswand hochgerollt werden. Sein anderer Lehrer war sein zweiter Ziehvater Fergus mac Róich, dessen Sohn Fer Diad er später mit dem Gae Bolga in einem dreitägigen Kampf tötete.
Im Kampf bekam er, wie später die Berserker, die „Wutverzerrung“, im „Rinderraub von Cooley“ (Táin Bó Cuailnge, siehe unten) wird diese Verwandlung beschrieben:

„Da trat die erste Verzerrung bei Cú Chullain ein, so dass er ein Entsetzliches, Vielgestaltetes, Wunderbares, Unerhörtes aus sich machte. […] Er machte das Verdrehungskunststück der Wut aus seinem Körper inmitten seiner Haut. Es kamen seine Füße und seine Schienbeine und seine Kniee, so dass sie auf seiner Hinterseite waren; es kamen seine Fersen und seine Waden und seine Hinterbacken, so dass sie vorn vor ihm waren. […] Er zog das eine Auge von sich in den Kopf hinein, […] Das andere Auge sprang heraus, so dass es außen auf seiner Wange war. Er zog die Wange von der Kinnlade, so dass das Innere seines Schlundes erkennbar wurde.“

Doch ist er auch wunderschön anzusehen, wenn er die Frauen von Ulster beeindrucken will, mit dreifarbigen Haarsträhnen (braun, rot, goldfarben), die kunstvoll um den Kopf geschlungen sind, Pupillen wie Juwelen sowie sieben Fingern und Zehen (die er allerdings auch in der Wut – also wohl immer – besitzt).
Mit 17 Jahren hielt er alleine die Armee von Connacht auf, obwohl er sich an einen Baum gebunden hatte, um nicht umzufallen, und somit nur mit einer Hand kämpfen konnte. In Mesca Ulad („Die Trunkenheit der Ulter“) rettete er seine Landsleute vor der Hinterlist Cú Roís.
Auch Ulster-Helden überwand er, so übertrumpfte er in der Erzählung Fled Bricrenn („Bricrius Fest“) und in König Cú Roís Burg Cathair die beiden Krieger Conall Cernach und Loegaire Buadach im Wettstreit um den Heldenbissen.

## Der Rinderraub von Cooley (Táin Bó Cuailnge)
Cú Chulainn ist der zentrale Held dieser epischen Dichtung. Erzählt wird vom Kampf gegen die Krieger von Connacht, die im Auftrag der Kriegerkönigin Medb und von König Ailill mac Máta nach Ulster gekommen waren, um den legendären Donn Cuailnge, den Braunen Bullen von Cooley, zu rauben. Da die Krieger von König Conchobar allesamt durch einen Fluch geschwächt waren und in den Wehen liegen, kann nur Cú Chulainn die Invasion aufhalten. Als er nach dem Kampf mit Fer Diad für kurze Zeit kampfunfähig war, sprang der alte Held Cethern mac Fintain für ihn ein und wird tödlich verletzt. In den im Lebor na hUidre („Das Buch der dunklen Kuh“), dem Lebor Laignech („Das Buch von Leinster“) und dem Leabhar Buidhe Lecain („Das Gelbe Buch von Lecan“) erhaltenen Passagen findet sich das meiste Material über Cú Chulainn. In den Sagen rund um diese Erzählung wird sein Ziehsohn Furbaide Ferbend als Mörder der Königin Medb erwähnt.

## Cú Chulainns Geliebte
Eine Reihe von Frauen waren Geliebte von Cú Chulainn, darunter Aífe von Alba (Schottland), Scáthachs Tochter Uathach, Fedelm Foltcháin, Fedelm Noíchride, Fand, Bláthnat und Emer, die Tochter Forgall Manachs, die seine Gattin wurde. Die ihm von Königin Medb und König Ailill mac Máta angebotene Tochter Findabair lehnt er ab. Seine Liebe zu Bláthnat endet unglücklich mit ihrem Tod.
Nur mit Aífe hatte er ein Kind, den Sohn Connla. Ohne zu wissen, wen er vor sich hatte, tötete er Connla, als dieser ihn suchte. Berichtet wird dies in der dem Ulster-Zyklus zugehörigen Geschichte Aided Oenfir Aífe. Das Motiv, dass der Vater den Sohn tötet oder töten muss, kommt in ähnlicher Form auch im Hildebrandslied oder im persischen Epos über Rostam und Rostam und Sohrab vor.
Eine Reihe von Erzählungen beschreiben die Aufgaben, die Cú Chulainn erfüllen muss, um Emers Liebe zu gewinnen.
Fand hingegen ist eine der Sidhe („Feen“), die Gemahlin von Manannan, der sie verließ. Als drei Formorier, die die Irische See beherrschen wollen, sie angreifen, bittet sie Cú Chulainn um Hilfe. Dieser stimmt nur unter der Bedingung zu, dass sie seine Frau wird. Widerstrebend ist sie einverstanden, verliebt sich aber in ihn, als sie ihn sieht; Cú Chulainn ergeht es nicht anders. Da Cú Chulainn jedoch sterblich ist, droht diese Liebe das Land der Sidhe zu gefährden. Deswegen greift Manannan ein und löscht beider Erinnerung aneinander aus.
Mugain, die Gattin Conchobars, kommt ihm zusammen mit den anderen Ulterinnen nackt entgegen, weil er in Kampfraserei die eigenen Männer anzugreifen droht. Daraufhin verbirgt er schamvoll sein Gesicht in den Händen und kann mit drei Fässern voll kaltem Wasser beruhigt werden.

„Sogleich ergriffen ihn die Männer von Emain und warfen ihn in ein Fass voll kalten Wassers. Dieses Fass zerbarst um ihn herum. Das zweite Fass, in das er geworfen wurde, kochte über in faustgroßen Blasen. Das dritte Fass, in das er dann kam, erwärmte er so, dass Hitze und Kälte gleichmäßig waren.
Dann stieg er heraus und Mugain, die Königin, brachte ihm einen blauen Mantel mit silberner Spange und einen Leibrock mit Kapuze.“

## Cú Chulainns Tod
Im Laufe seines Lebens hatte Cú Chulainn sich nicht wenige mächtige Feinde gemacht. Wie bei vielen gälischen Kriegern war auch sein Leben durch Tabus, also spirituelle Vorschriften beeinträchtigt, die geis genannt wurden. Zum einen durfte er kein Gastmahl ablehnen, zum zweiten war ihm der Genuss von Hundefleisch wegen seiner Namensgeschichte („Hund des Culann“) verboten. Der Bruch eines dieser Verbote bedeutet für ihn den Verlust seiner übermenschlichen Fähigkeiten. Seine Feinde machen sich dieses Dilemma zu Nutze, laden ihn zu einem Mahl ein und servieren ihm Hundefleisch. Den dadurch Geschwächten können sie nun nach schwerem Kampf erschlagen.

## Cuthullin imOssian
Cuthullin, auch Cuchullin, ist im Epos Ossian, das in Wahrheit vom schottischen Dichter James Macpherson verfasst wurde, der Vormund und Feldherr des jungen Königs Cormac von Irland. Als Vorlage für die literarische Figur nahm sich Macpherson den Sagenhelden Cú Chulainn, der allerdings nicht zur Zeit König Cormac mac Airts im 3. Jahrhundert n. Chr., sondern nach der irischen Überlieferung am Hof des Königs Conchobar mac Nessa in der Zeit um Christi Geburt gelebt haben soll. Im Gesang Fingal wird berichtet, dass Cuthullin vergeblich einen Kriegszug des skandinavischen Königs Swaran von Lochlin, dem Sohn von König Starno, gegen Cormacs Reich bekämpft.

„Sag’ es ihm, jenem Herzen des Stolzes, dem Herrscher von Lochlin: Cuchullin weicht nicht! Ich biet' ihm die dunkelblaulichte Rückfahrt über den Ocean, oder hier Gräber für all sein Geleit an!“ (Ossian: Fingal)“

 Erst durch das Eingreifen von Cormacs Verbündeten Fingal wird Swaran besiegt, zum Frieden gezwungen und nach Skandinavien zurückgeschickt. Cuthullin wird im Kampf gegen einen Rebellen namens Torlath getötet.
Den Namen Cuthullin leitet Macpherson fälschlich von Cuth-Ullin („die Stimmen von Ullin“) ab und gibt seine Abstammung mit Sohn von Semo und Enkel von Cathbad an. Dies lässt vermuten, dass ihm der Ulster-Zyklus mit den Sagen um Cú Chulainn nicht bekannt war.

## Indo-Europäische Parallelen
Cú Chulainn zeigt auffallende Ähnlichkeiten mit dem legendären persischen Helden Rostam sowie mit dem germanischen Lied von Hildebrand und den Arbeiten des griechischen epischen Helden Herakles, was auf einen gemeinsamen indogermanischen Ursprung hindeutet, aber es fehlt ihm an sprachlicher, anthropologischer und archäologischer Bedeutung. Cú Chulainns Schlag auf den Hund mit einem Schleuderstock erinnert an die zehnte Arbeit des Herakles, in der Herakles beschuldigt wird, das Vieh von Geryon zu stehlen, und von einem zweiköpfigen Hund angegriffen wird, den er mit einer Keule erledigt.
Weitere indogermanische typologische Parallelen sind der litauische Velnias, der wie Cú Chulainn der Beschützer des Viehs ist, und Romulus, der in seiner Jugend mit einem Hund in Verbindung gebracht wird und von einer jugendlichen Gruppe von Kriegern umgeben ist (der Maccrad im Fall von Cú Chulainn).

## Moderne Rezeption
In Frank McCourts Roman Die Asche meiner Mutter erzählt der Vater des Ich-Erzählers dem Jungen die Geschichte, wie Cuchulain (so die Schreibweise der deutschen Übersetzung von Harry Rowohlt) zu seinem Namen kam. Der kleine Frank betrachtet die Geschichte in einem Maße als „seine“ Geschichte, dass er einen Nachbarsjungen verprügelt, um zu verhindern, dass auch ihm die Geschichte erzählt wird. Sein Vater macht Frank klar, dass der Nachbarsjunge, der aus einer jüdischen Familie stammt, andere Geschichten, wie beispielsweise die von Samson, besitze und er deshalb die von Cuchulain nicht brauche.
Der deutsche Schriftsteller Manfred Böckl schrieb mit Der Hund des Culann (2003) eine moderne Romanversion des Cúchulainn-Epos; der Autor plädiert im Nachwort des Romans für eine Zeitstellung auf das letzte vorchristliche Jahrhundert.
Der Komponist Patrick Pföß komponierte eine Kammeroper mit dem Titel „Cuchulinn“, die am 9. April 2016 uraufgeführt wurde. In ihr sind acht Szenen aus dem Sagenzyklus vertont. Das Libretto schrieb Jürgen Arnold.
Der irische Musiker Gavin Dunne (Miracle of Sound) erzählt die Geschichte Cú Chulainns in seinem Lied The Tale Of Cú Chulainn (2020). Das Lied "The Sick Bed of Cúchulainn" befindet sich auf dem Album Rum Sodomy & the Lash der Pogues (1985). Auch die irische Rockband Thin Lizzy hatte sich 1979 in der Rockballade Black Rose: A Rock Legend dieses Themas angenommen.
Das Anfangslied des Films Der blutige Pfad Gottes heißt The Blood of Cu Chulainn.